# خواجة ها
خواجة ها (بالفارسية: خواجه‌ها) هي مستوطنة تقع في Khabushan District في إيران. يقدر عدد سكانها بـ 190 نسمة .